# Panellenio Protathlema 1933-1934
La Panellenio Protathlema 1933-1934 è stata la sesta edizione del campionato di calcio greco concluso il 17 giugno 1934 con la vittoria dell'Olympiacos Pireo, al suo terzo titolo.

## Formula
Venne disputata una prima fase regionale con le migliori squadre ammesse alla fase finale dove furono divise in due gironi: quello meridionale (con i club di Atene e dell'Attica) composto da sei squadre che giocarono un girone di andata e ritorno per un totale di dieci partite e quello settentrionale (con i club di Salonicco e della Tracia) composto da quattro squadre che giocarono un girone di andata e ritorno per un totale di sei partite.
Le prime classificate furono ammesse alla finale con andata e ritorno per il titolo di campione.

## Classifica prima fase

### Girone meridionale
|  | Pos. | Squadra         | Pt | G  | V | N | P | GF | GS | DR  |
|  | ---- | --------------- | -- | -- | - | - | - | -- | -- | --- |
|  | 1.   | Olympiacos      | 15 | 10 | 7 | 1 | 2 | 27 | 8  | +19 |
|  | 2.   | Panathīnaïkos   | 14 | 10 | 7 | 0 | 3 | 32 | 14 | +18 |
|  | 3.   | Ethnikos Pireo  | 12 | 10 | 5 | 2 | 3 | 20 | 20 | 0   |
|  | 4.   | Apollōn Smyrnīs | 10 | 10 | 5 | 0 | 5 | 17 | 19 | -2  |
|  | 5.   | Goudi Atene     | 6  | 10 | 2 | 2 | 6 | 14 | 28 | -14 |
|  | 6.   | AEK Atene       | 3  | 10 | 1 | 1 | 8 | 9  | 30 | -21 |

Legenda:

      Ammessa alla finale
Note:

Due punti a vittoria, uno a pareggio, zero a sconfitta.

#### Verdetti
- Olympiakos Pireo ammessa alla finale

#### Marcatori
| Gol |  |  | Giocatore     | Squadra        |
| --- |  |  | ------------- | -------------- |
| 10  |  |  | Vazos         | Olympiacos     |
| 9   |  |  | Simeonidis    | Olympiacos     |
| 8   |  |  | Sofianopoulos | Panathīnaïkos  |
| 7   |  |  | Lapatos       | Ethnikos Pireo |
| 7   |  |  | Mbaltasis     | Panathīnaïkos  |

### Girone settentrionale
|  | Pos. | Squadra                    | Pt | G | V | N | P | GF | GS | DR  |
|  | ---- | -------------------------- | -- | - | - | - | - | -- | -- | --- |
|  | 1.   | Īraklīs                    | 10 | 6 | 4 | 2 | 0 | 15 | 6  | +9  |
|  | 2.   | PAOK                       | 7  | 6 | 2 | 3 | 1 | 19 | 10 | +9  |
|  | 3.   | Arīs Salonicco             | 7  | 6 | 0 | 3 | 1 | 26 | 14 | +12 |
|  | 4.   | Megas Alexandros Salonicco | 0  | 6 | 0 | 0 | 6 | 8  | 38 | -30 |

Legenda:

      Ammessa alla finale
Note:

Due punti a vittoria, uno a pareggio, zero a sconfitta.

#### Verdetti
- Iraklis Salonicco ammessa alla finale

#### Marcatori
| Gol |  |  | Giocatore    | Squadra        |
| --- |  |  | ------------ | -------------- |
| 10  |  |  | Kitsos       | Arīs Salonicco |
| 6   |  |  | Ioannidis    | PAOK           |
| 5   |  |  | Kollias      | Īraklīs        |
| 4   |  |  | Ettien       | PAOK           |
| 4   |  |  | Efstathiadis | Īraklīs        |
| 4   |  |  | Kalojiannis  | PAOK           |

## Finale
La finale di andata si disputò il 10 a Salonicco mentre quella di ritorno il 17 giugno 1934 al Pireo. L'Olympicos vinse entrambi gli incontri e si confermò campione di Grecia.
| Salonicco 10 giugno 1934                                                                             | Īraklīs   | 2 – 3                             | Olympiacos |  |
| \| \| \| \| \| Chatzisiros 20’ Efstathiadis 44’ \| Marcatori \| 57’ 80’ Simeonidis 68’ Grigoratos \| |           |                                   |            |  |
| |           |                                   |            |  |
| Chatzisiros 20’ Efstathiadis 44’                                                                     | Marcatori | 57’ 80’ Simeonidis 68’ Grigoratos |            |  |

| Pireo 17 giugno 1934                                                      | Olympiacos | 2 – 1         | Īraklīs |  |
| \| \| \| \| \| Raggos 24’ Simeonidis 72’ \| Marcatori \| 89’ Charistou \| |            |               |         |  |
|                                                                           |            |               |         |  |
| Raggos 24’ Simeonidis 72’                                                 | Marcatori  | 89’ Charistou |         |  |

### Verdetti
- Olympiakos Pireo campione di Grecia